# Altoona (Wisconsin)
Altoona is een plaats (city) in de Amerikaanse staat Wisconsin, en valt bestuurlijk gezien onder Eau Claire County.

## Demografie
Bij de volkstelling in 2000 werd het aantal inwoners vastgesteld op 6698.
In 2006 is het aantal inwoners door het United States Census Bureau geschat op 6416, een daling van 282 (-4,2%).

## Geografie
Volgens het United States Census Bureau beslaat de plaats een oppervlakte van
11,1 km², waarvan 10,6 km² land en 0,5 km² water.

## Plaatsen in de nabije omgeving
De onderstaande figuur toont nabijgelegen plaatsen in een straal van 20 km rond Altoona.